# Eberswalder Straße (métro de Berlin)
Eberswalder Straße est une station de la ligne 2 du métro de Berlin, dans le quartier de Prenzlauer Berg.

## Situation ferroviaire
La station se trouve au croisement de la Danziger Straße et de l'Eberswalder Straße, sur le terre-plein central de la Schönhauser Allee et dispose d'une plate-forme centrale avec deux sorties.

## Histoire
En 1905, trois ans après la mise en service du premier chemin de fer surélevée à Berlin, Pankow est une commune rurale, absente d'un réseau de transport. Après la rédaction d'un projet, l'autorisation de poursuite de la construction de la ligne de Spittelmarkt au-delà d'Alexanderplatz est accordée. La Hochbahngesellschaft pense d'abord à un tunnel. Elle veut acheter les terrains concernés par le tunnel pour éviter les plaintes. Mais la méthode étant connue, les prix augmentent, les terrains sont donc achetés rapidement. Après environ deux ans de construction, la section Alexanderplatz-Nordring peut être ouverte à la circulation.
Après la Seconde Guerre mondiale et la restauration des transports, la station et la rue sont renommées en 1950 Dimitroffstraße en hommage au dirigeant communiste bulgare Georgi Mikhailov Dimitrov.
Après la fin de la RDA, un débat a lieu pour décider s'il fallait un nouveau nom à la station. Alors que le conseil de quartier de Prenzlauer Berg se prononce contre le retour à Danziger Straße, le Sénat de Berlin dominé par la CDU et la SPD entérine sa décision. En conséquence, la Berliner Verkehrs-Betriebe rebaptise de son côté la station Eberswalder Straße.
Après une autre réhabilitation du viaduc de la ligne 2 en 2010, la station est rendue accessible aux handicapés, un ascenseur est installé.

## Correspondances
La station de métro est en correspondance avec les lignes d'omnibus M1, M10 et M12.